# Željeznice Federacije Bosne i Hercegovine
Željeznice Federacije Bosne i Hercegovine (ŽFBH) – narodowy przewoźnik kolejowy Federacji Bośni i Hercegowiny. Jest to jedna z dwóch spółek kolejowych Bośni i Hercegowiny (drugą jest ŽRS, działająca na terenie Republiki Serbskiej). Przedsiębiorstwo obsługuje 608 km linii kolejowych.

## Działalność

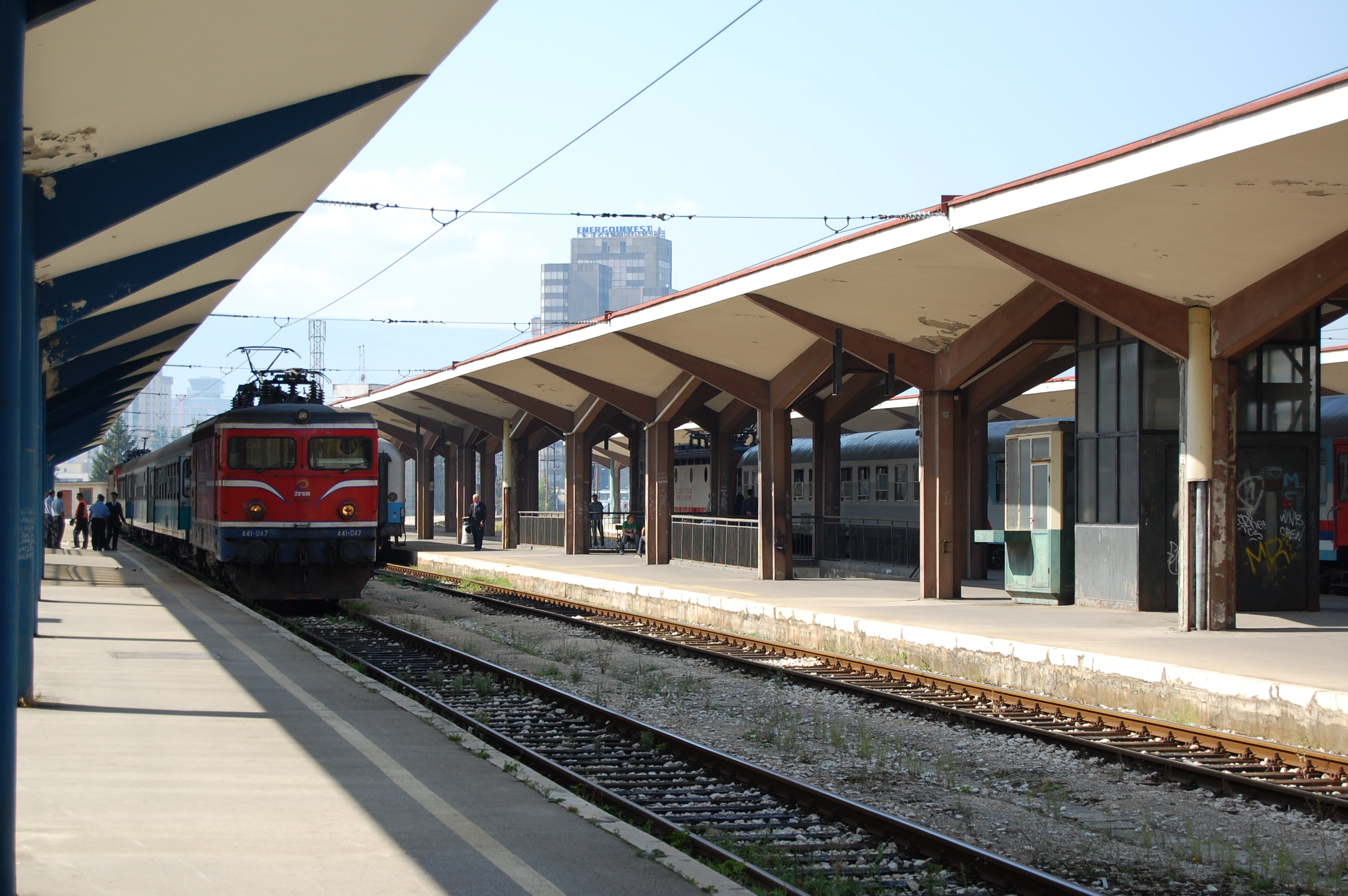
Dworzec kolejowy w Sarajewie

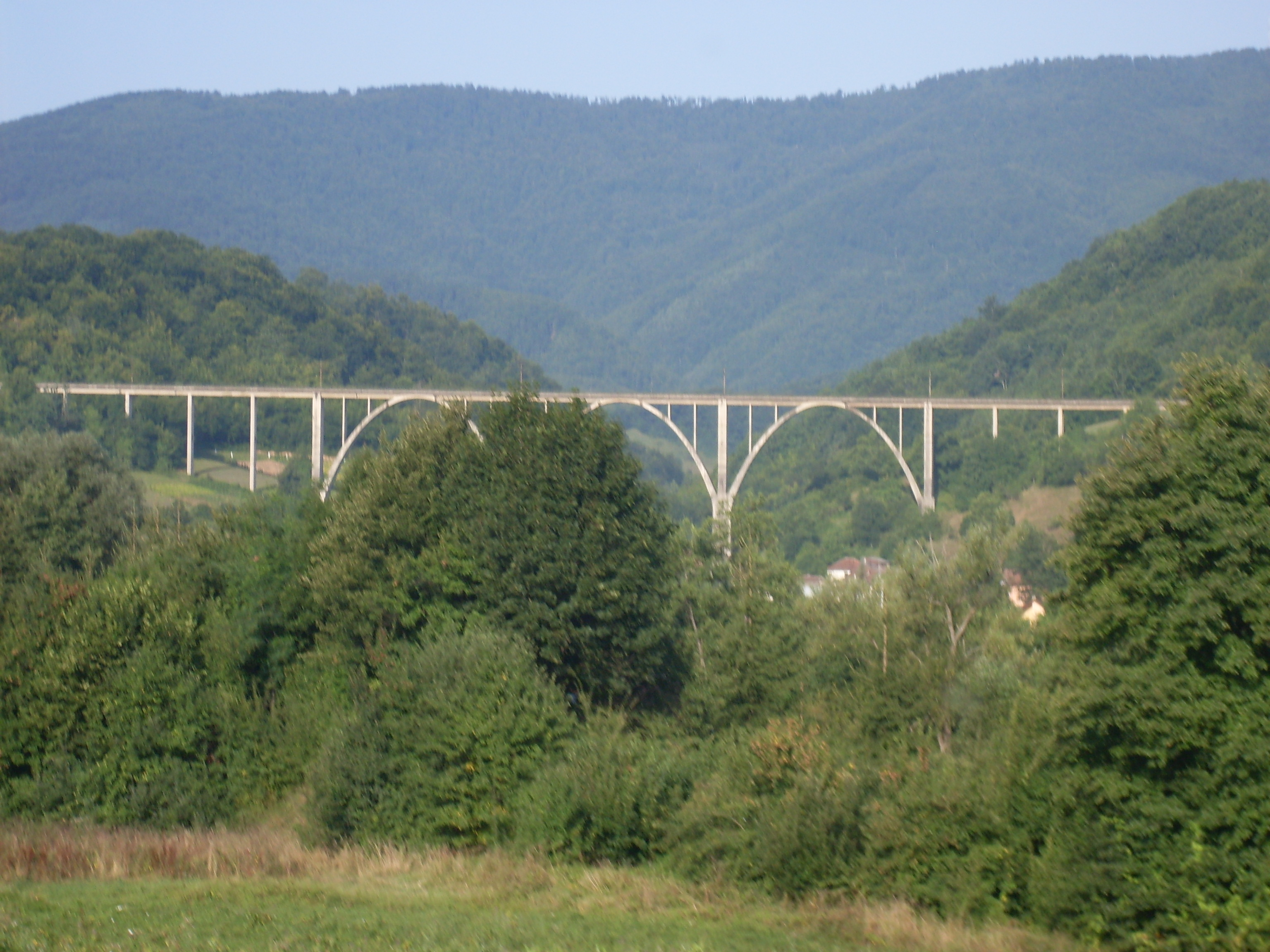
Most kolejowy w pobliżu Tarčina

Przedsiębiorstwo jest własnością rządu Federacji. Powstało w 2001 roku w wyniku połączenia kilku przedsiębiorstw publicznych ze spółką ŽHB (Željeznice Herceg-Bosne). Sieć ma 608 km długości i ma standardowy rozstaw torów. Po szeroko zakrojonej modernizacji ponad 85% sieci sklasyfikowano jako D4 w kategoriach obciążenia UIC, co pozwala na maksymalne obciążenie 22,5 t na oś, czyli 8,0 t na metr bieżący.
Podstawowa działalność:
- publiczny przewóz osób w krajowym i międzynarodowym transporcie kolejowym;
- publiczny przewóz ładunków w ramach krajowego i międzynarodowego transportu kolejowego oraz transportu kombinowanego;
- utrzymanie, przebudowa, modernizacja, budowa taboru wagonowego i innego wyposażenia niezbędnego do świadczenia usług przewozowych;
- utrzymanie, remonty, modernizacja i rozwój infrastruktury kolejowej;
- organizacja i bezpieczeństwo transportu kolejowego[6].

### Tabor
| Model            | Typ                                | Zdjęcie | Status         |
| ---------------- | ---------------------------------- | ------- | -------------- |
| JŽ 441           | lokomotywa elektryczna             |         | w eksploatacji |
| HŽ 6111          | elektryczny zespół trakcyjny       |         | w eksploatacji |
| EMD G16          | lokomotywa spalinowa               |         | w eksploatacji |
| V 100 (ŽFBH 212) | lokomotywa spalinowa               |         | w eksploatacji |
| HŽ 6112          | elektryczny zespół trakcyjny (EMU) |         | w eksploatacji |
| Talgo            | wagon pasażerski                   |         | w eksploatacji |